# AsiaSat 9
O AsiaSat 9 é um satélite de comunicação geoestacionário construído pela Space Systems/Loral e é operado pela AsiaSat.

## Características
O satélite AsiaSat 9 tem transponders em banda C e Ku e está estacionado em 122,2 graus de longitude leste. Ele substituiu o envelhecido AsiaSat 4.
Além da carga de comunicação, o satélite também hospeda uma carga para meteorologia comercial, a carga é um sensor hiperespectral projetado para fornecer sondagens de alta resolução das condições atmosféricas, como temperatura e umidade, para previsão do tempo e monitoramento de tempestades.

## Lançamento
O satélite foi lançado com sucesso ao espaço em 28 de setembro de 2017, abordo de um foguete Proton-M/Briz-M (Ph.3) a partir da Base de lançamento espacial do Cosmódromo de Baikonur, no Cazaquistão. Ele tem uma vida útil estimada de 15 anos.